# زارع المشموم (مسلسل)
مسلسل زارع المشموم يحكي قصة مشكلات الناس الفقراء في اطار كوميدي.

## القصة
تدور احداث المسلسل عن رجل يبيع المشموم قرب البحار أو في الحدائق ويتشمم رائحته الزاهية ويحصل من وراء ذلك الأموال الكثيرة وله أولاد أخوه المتزوجان الذي توفى والدهما وله من أخوه أبو عاشور اثنان مجانين وهو بخيل وتحترق داره وتحترق الفلوس

## بطولة
عبد الناصر درويش
حسن البلام
أحمد السلمان
علي سلطان
عبد الله غلوم
منى شداد
أحمد العونان
مبارك سلطان
عامر محمد
حسين البدر
نواف الشمري
بدر الطيار
فيصل العميري
شهاب حاجيه
إسماعيل الراشد
نواف القريشي
سعود القطان
ناصر البلوشي
عبد الله فريد
جمال احمد
ياسة
ذكريات
هدى
علي غلوم

## وصلات خارجية
"مواقف كوميدية مضحكة يصنعها البلام والدرويش في «زارع المشموم»". جريدة الرياض. مؤرشف من الأصل في 2009-05-29. اطلع عليه بتاريخ 12/9/2011. {{استشهاد ويب}}: تحقق من التاريخ في: |تاريخ الوصول= (مساعدة)